# Трий Форкс
Трий Форкс (на английски: Three Forks) е град в окръг Галатън, щата Монтана, САЩ. Трий Форкс е с население от 1728 жители (2000) и обща площ от 3,4 km². Намира се на 1242 m надморска височина. ЗИП кодът му е 59752, а телефонният му код е 406.